# Batalla de Lérida (1642)
La batalla de Lérida en 1642 fue uno de los episodios ocurridos durante la Guerra de los Segadores.

## Antecedentes
En la primavera de 1640, Francesc de Tamarit fue encarcelado acusado de no facilitar alojamientos a las levas acuarteladas en Cataluña. El 22 de mayo, los campesinos sublevados entraron en Barcelona y lo pusieron en libertad. El 7 de junio del mismo año, en el Corpus de Sangre, grupos de segadores entraron de nuevo en la ciudad y asesinaron al virrey de Cataluña Dalmau III de Queralt.
En septiembre, el ejército de Felipe IV ocupó Tortosa gracias a la alianza con la clase señorial catalana y el obispo de la ciudad, que, como la gran mayoría de los obispos que ocupaban las sedes catalanas, era políticamente realista. La ocupación estuvo seguida de una durísima represión contra el pueblo sublevado. El 17 de enero de 1641, ante la alarmante penetración del ejército castellano, Pau Claris, al frente de la Generalidad de Cataluña, proclamó la República Catalana, con la adhesión de la burguesía urbana descontenta por la presión fiscal, acordando una alianza político-militar con Francia. Pau Clarís proclama la República Catalana el 16 de enero, pero por la presión del enviado francés, la disuelve para reconocer a Luis XIV como nuevo soberano de Cataluña (conde de Barcelona), pues sin la ayuda militar francesa era imposible victoria alguna. Pocos días después, con la imprescindible ayuda del ejército francés, se obtuvo una importante victoria militar en la batalla de Montjuic (26 de enero de 1641).

## La batalla
Felipe IV de España, viendo que la mayor parte de Cataluña estaba en manos franco-catalanas, decidió lanzar una ofensiva contra Lérida. Tropas de Zaragoza y Tarragona, al mando de Diego Mexía Felípez de Guzmán, marqués de Leganés y virrey de Cataluña, fueron enviadas para atacar a los franceses de Lérida, que se encontraron en el Llano de las Forques, y los leales al rey acabaron derrotados.

## Consecuencias
Las tropas franco-catalanas continuaron avanzando hasta conquistar Monzón e intentar conquistar Tortosa sin éxito.
En 1644 las tropas españolas asediarían Lérida, ocupando la plaza el 30 de julio.